# Odontocerum hellenicum
Odontocerum hellenicum är en nattsländeart som beskrevs av Malicky 1972. Odontocerum hellenicum ingår i släktet Odontocerum och familjen böjrörsnattsländor. Inga underarter finns listade i Catalogue of Life.

## Bildgalleri

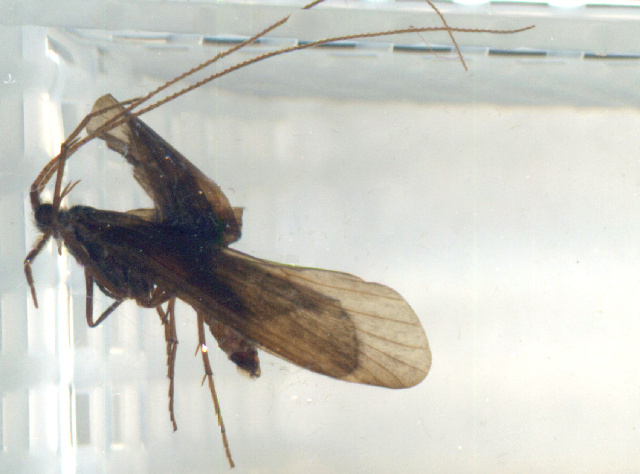